# Vissersboten op het strand van Heist

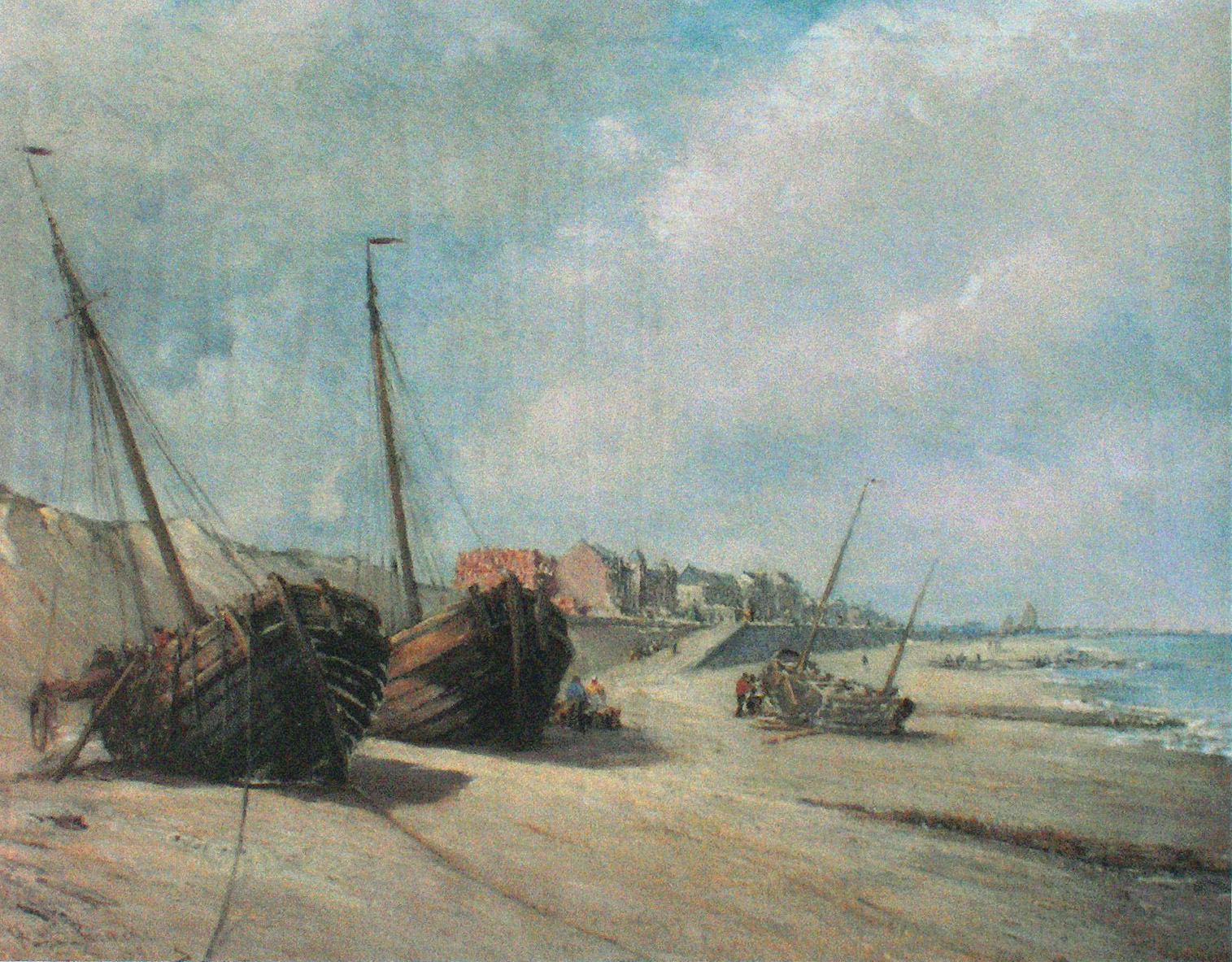
Vissersboten op het strand van Heist (1891) (1891) door Henri Permeke

Vissersboten op het strand van Heist is een schilderij van de Belgische kunstschilder Henri Permeke (1849-1912), de vader van de meer bekende kunstschilder en beeldhouwer Constant Permeke. Het schilderij wordt bewaard in het museum Sincfala te Knokke-Heist.

## Achtergrond
Henri Permeke schilderde dit werk in 1891 waarbij hij, waarschijnlijk zonder dat hij het zich realiseerde, de grote evolutie van de Belgische Noordzeekust op doek zette. Men ziet in één beeld de strandvilla's die in opmars zijn, de bouw van de stenen zeedijken, de strijd tegen de zee en de evolutie in de visserij. Zijn schildersezel stond ergens tussen Duinbergen en Heist, ter hoogte van het Directeur-Generaal Willemspark. Anno 2019 worden hier strand en duinen beheerd, terwijl ze toen de invloed van storm en wind ondergingen. Deze duinengordel werd gedurende eeuwen doorbroken en verwoest.
Telkens weer werden de strandhoofden uit rijshout en houten palen door de zee verwoest. Maar ook de lokale bevolking gebruikte het materiaal als brandhout. De aanleg van stenen strandhoofden bracht aanzienlijke verbetering alhoewel deze bouwsels dikwijls verzakten in het zand of werden weggespoeld.

## Platbodems of kielboten?
De twee platbodems of Heistse schute zijn prominent aanwezig, vooraan op het schilderij. Het zijn open, ruim tien meter lange, trage en logge boten met een vlakke bodem. Ze voerden vis aan die dicht bij de kust werd gevangen. De boten konden enkel in- en uitvaren bij hoogtij gezien Heist, al was het een vissersdorp, nooit over een haven beschikte. Men trok de schuiten gewoon op het strand. 
Rond 1891 liep een tijdperk ten einde. De kleine Heistse visser in rode of blauwe "schabbe" is in de verte te zien. Hij probeert de zwaarden onder de romp van een oude schuit te herstellen terwijl hij de confrontatie aangaat met de nieuwe concurrentie van de verderop gelegen haven van Zeebrugge. Daar vertrokken de eerste stoomschuiten of de veel snellere kielboten. Heist miste nochtans zijn toekomst niet. Die lag op de nieuw gebouwde stenen zeedijk.

## Villa's en hotels
Toen de rijke stadsburgerij de kust rond 1860 ontdekte, startte men met de bouw van een zeedijk die meters hoog was. De boulevard op de dijk bouwde men op korte tijd vol met villa's en imposante hotels. De gasten vonden een luxueus onderkomen in het "Grand Hotel de Bain", het "Hotel Lion d'or" of konden voor allerlei activiteiten terecht in het "Casino Kursaal". Zij zagen de laatste vissers op het Heistse strand.
Permeke zette het tafereel met veel realisme en precisie neer. Lang klopte het niet met de werkelijkheid want de villa's verdwenen snel en anno 2019 is er niets meer van terug te vinden.

## Henri en Constant Permeke
Henri Permeke, geboren in Poperinge, genoot mee van het succes van de landschapsschilderkunst in zijn tijd. Op jonge leeftijd trok hij rond met de eerste verftubes. Zoals Albert Baertsoen bezat hij een varend atelier in de vorm van een woonboot waardoor hij een aantal haven- rivier en strandgezichten op doek kon zetten. Hij vond rust toen hij in Oostende ging wonen, daar les ging geven en de conservator werd van het Museum van Schone Kunsten, nu geïntegreerd in het Kunstmuseum aan Zee.
Henri Permeke, ondanks zijn belang voor de Belgische kunst, is vooral bekend als "de vader van". Alhoewel vader Henri zijn enige zoon inwijdde in de schilderkunst, botste zijn realistische stijl met het eigenzinnig expressionisme van zijn zoon Constant.